# 벙어리뻐꾸기
벙어리뻐꾸기(울음소리 (도움말·정보))는 두견목 두견과의 한 종으로, 한국에서는 드문 여름철새이다. 생김새는 뻐꾸기와 비슷하며, 뻐꾸기보다 색이 약간 더 진하다. 주 서식지는 히말라야, 중국 남부, 대만 등이다.